# Elatostema macintyrei
Elatostema macintyrei är en nässelväxtart som beskrevs av Stephen Troyte Dunn. Elatostema macintyrei ingår i släktet Elatostema och familjen nässelväxter. Inga underarter finns listade i Catalogue of Life.